# Conus magnificus
Espèce
Statut de conservation UICN

 LC  : Préoccupation mineure
Conus magnificus est une espèce de mollusque gastéropode marin appartenant à la famille des Conidae.

## Répartition
Cette espèce se trouve dans l'océan Indien et sur les côtes ouest de l’océan Pacifique.

## Description
- Longueur : 9 cm.

## Cônes venimeux (liste non exhaustive)
- Conus aulicus
- Conus auratus
- Conus consors
- Conus geographus (peut être mortel)
- Conus magnificus
- Conus magus (peut être mortel)
- Conus marmoreus
- Conus obscurus
- Conus pennaceus
- Conus striatus
- Conus textile (peut être mortel)
- Conus tulipa